# Rhizophora apiculata
Rhizophora apiculata es una especie de planta fanerógama perteneciente a la familia Rhizophoraceae. Se encuentra en Australia (Queensland y el Northern Territory), Guam, India, Indonesia, Malasia, Micronesia, Nueva Caledonia, Papua Nueva Guinea, las Filipinas, Singapur, las Islas Solomon, Sri Lanka, Taiwán, las Maldivas, Tailandia, Vanuatu, y Vietnam. 

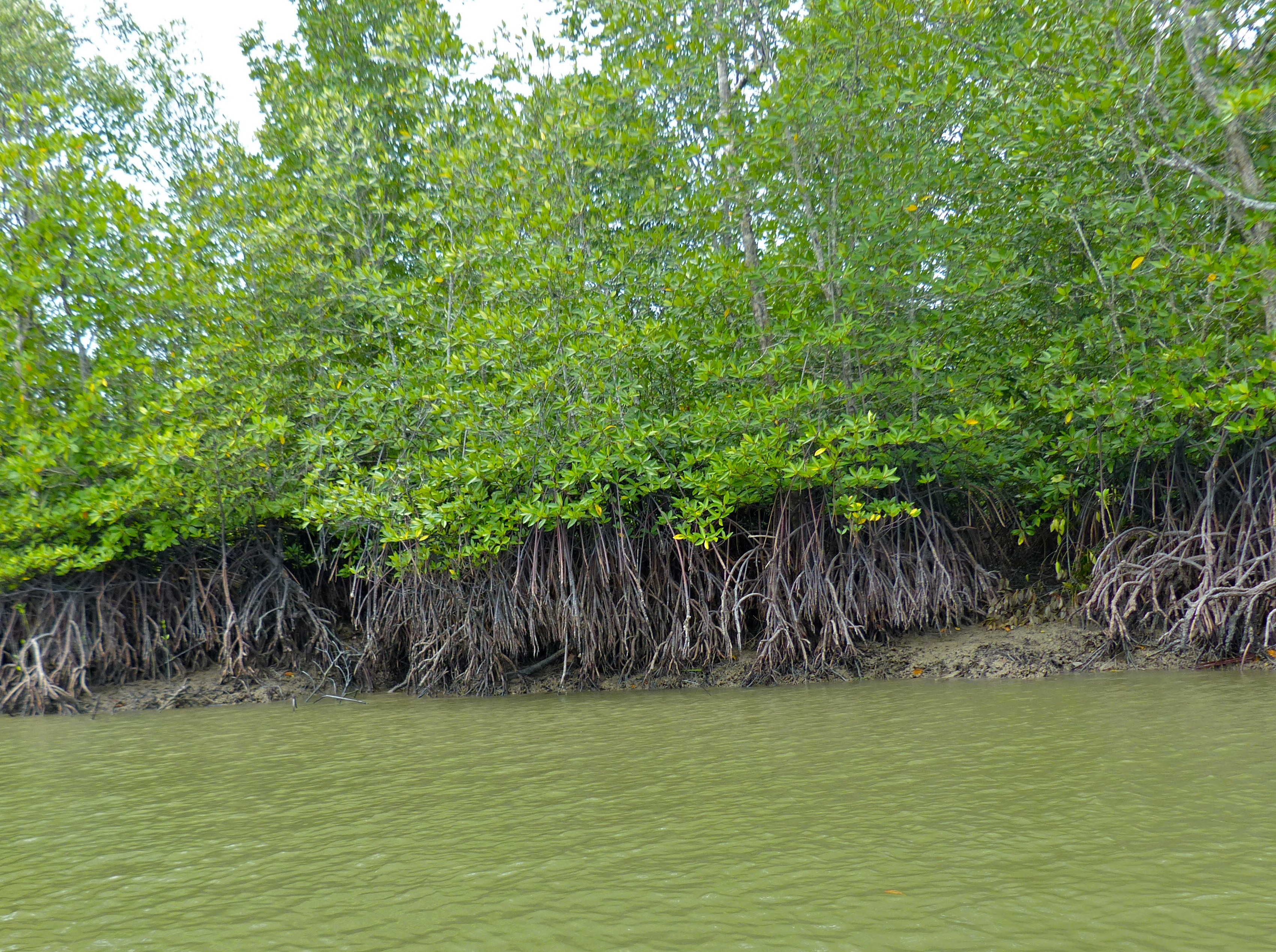
En su hábitat

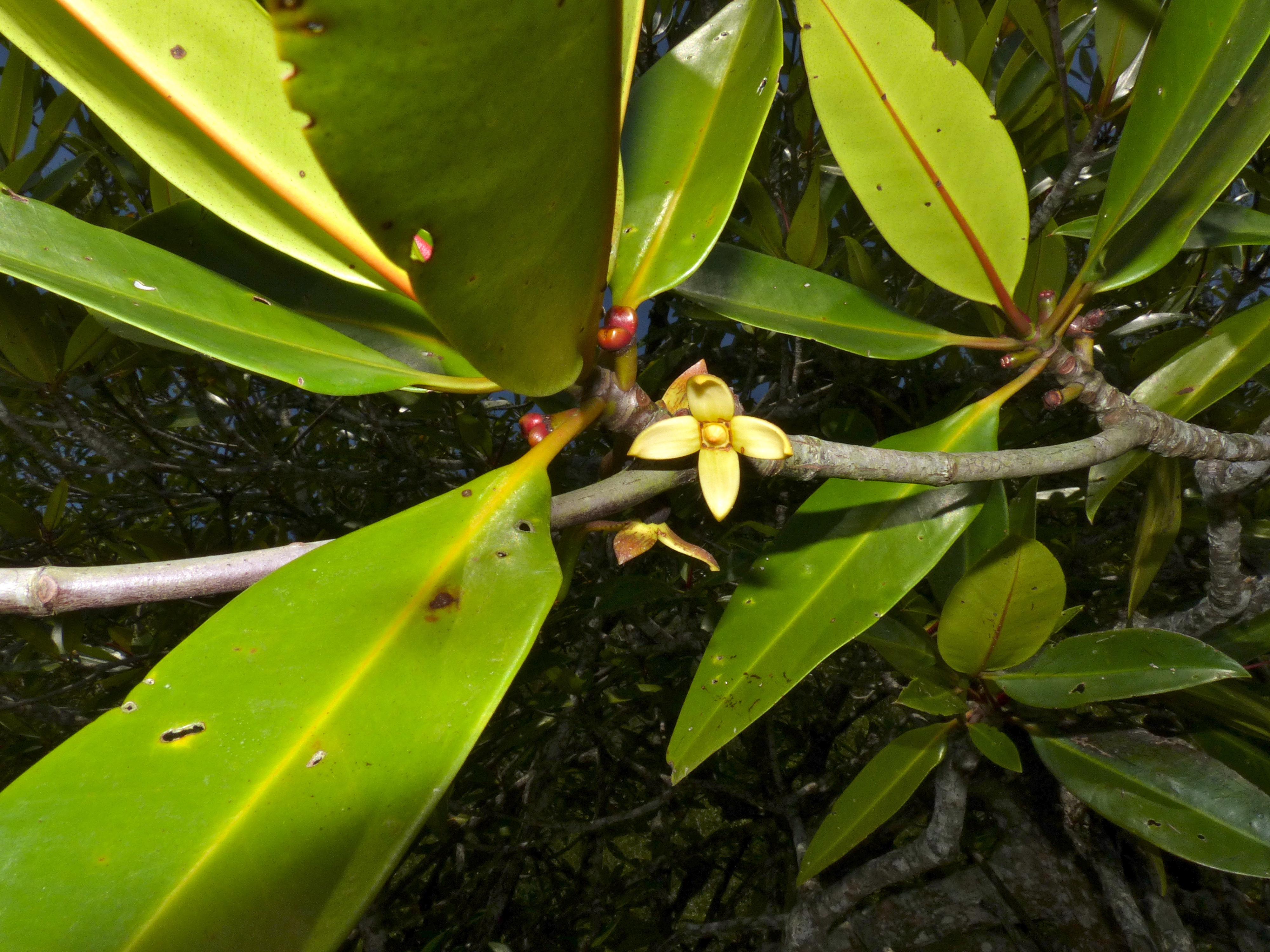
Rama con hojas y flor

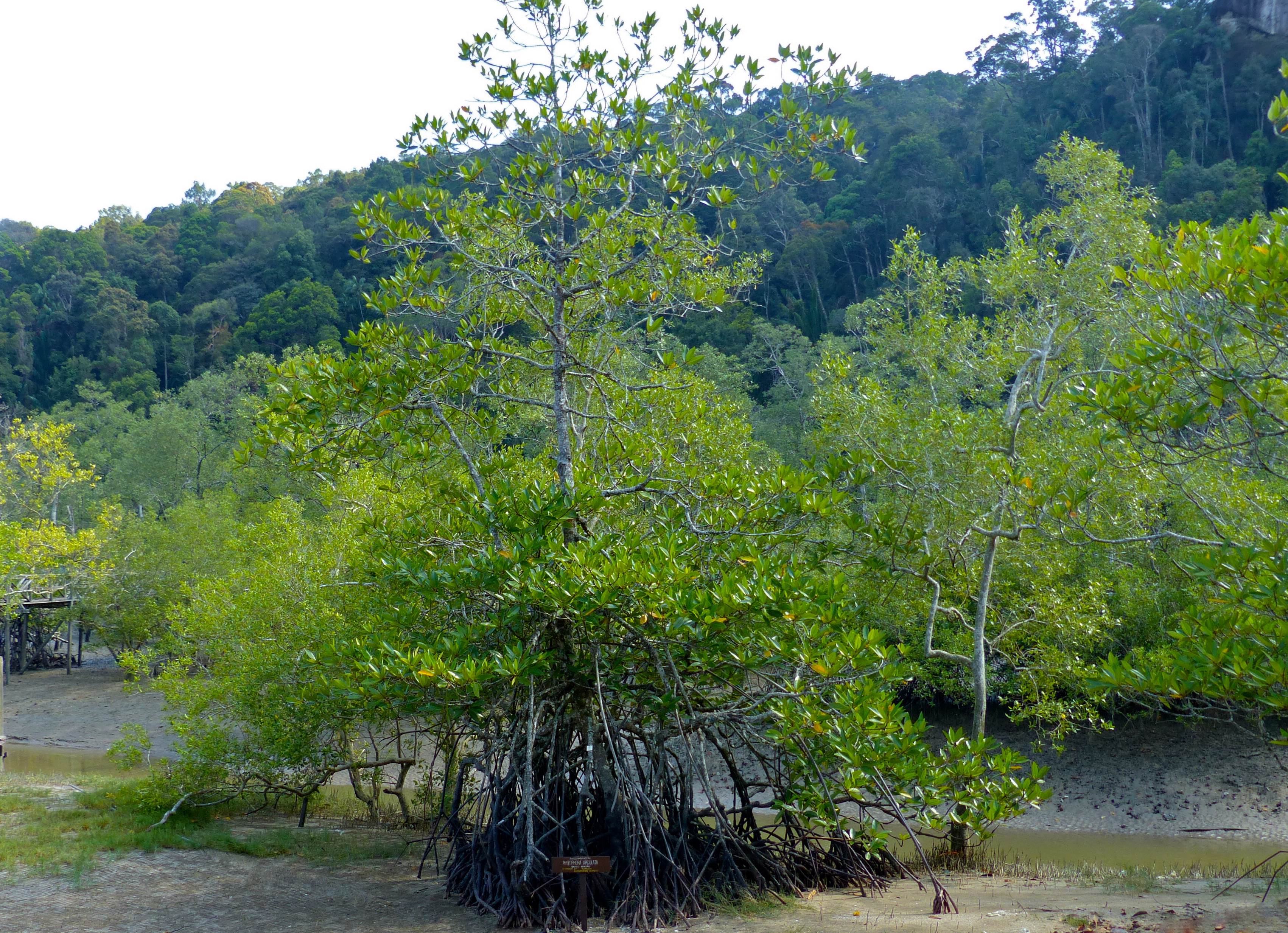
Vista del árbol

## Descripción
Por lo general, un árbol pequeño o arbusto grande con copa extendida con apoyo de raíces aéreas que descienden de las ramas. Hojas con 1.5 a 2.5 (-3) cm de largo, peciolos de color rojizo teñidas; lámina elíptico-oblongas a ± lanceoladas-ovadas, de 7-15 (-18) cm de largo, 3-6 (-8) cm de ancho, cuneadas en la base, enteras,-apiculada aguda y poco mucronada en las puntas, glabra, oscuro -verde por encima, verde pálido y de color marrón-negro de puntos en la parte inferior; estípulas oblongo-lanceoladas, de 4-8 cm de largo. Pedúnculos más cortos que los pecíolos, en las axilas de las cicatrices de las hojas caídas. Flores sésiles, de dos en dos, de color amarillo; brácteas en forma de copa, crenuladas, carnosas, hipanto corto. Cáliz con lóbulos ovados a ovado-oblongas, de 10-14 mm de largo, de color amarillo-marrón a rojizo, aguda, quilla. Pétalos blancos, lineares a oblongo-lanceoladas, de 8-11 mm de largo, delgados, glabros. Estambres casi sésiles, anteras de 6-8 mm de largo, apiculateacute. Fruto ovoide de 2-2.5 cm de largo, y 1,5 cm de diámetro, rugosa.

## Raro híbrido
Cuando se cruza con 'bakauan bato' ( Rhizophora stylosa), el producto es una rara especie híbrida de manglar, llamada "Rhizophora x lamarckii", que fue descubierto en abril de 2008, por los científicos filipinos en Masinloc, Zambales. Sólo un árbol se encuentra en la isla de Panay en Visayas Occidental, mientras que 12 fueron descubiertas en Masinloc , y tienen un promedio de diámetro de 5,5 centímetros y altura de 6 metros.

## Propiedades
En la planta se encuentra el principio activo Fisetinidin.

## Taxonomía
Rhizophora apiculata fue descrita por Carl Ludwig Blume y publicado en Enumeratio Plantarum Javae 1: 91. 1827.
Sinonimia
- Rhizophora candelaria DC.	[5]